# Brenda Vaccaro
Pour les articles homonymes, voir Vaccaro.
Brenda Vaccaro, née le 18 novembre 1939 à New York, est une actrice américaine.

## Biographie
Son nom Vaccaro est d'origine italienne. Elle est née à New York. Actrice de tout premier plan à l'écran comme à la scène et parfois même à la télévision, Brenda Vaccaro naît à Brooklyn, mais grandit à Dallas, au Texas.
Son intérêt grandissant pour la scène la pousse à faire plusieurs apparitions dans de petites productions de lycée et finira par favoriser le démarrage d'une carrière professionnelle dans les années 1960.
Nommée à plusieurs reprises pour différents rôles pendant sa carrière cinématographique ou télévisuelle, elle remporte enfin un Emmy Award pour The Shape of Things (1974) et un Golden Globe Award pour Once Is Not Enough (1975). Plus tard, elle est plébiscitée par les critiques pour son rôle mémorable dans Supergirl (1984). Parallèlement à ses différents rôles, elle est également connue pour ses apparitions publicitaires pour Playtex et prêtera aussi sa voix pour des séries d'animation ou des séries TV.

## Filmographie
- 1969 : Where It's at : Molly Hirsch
- 1969 : Macadam Cowboy (Midnight Cowboy) : Shirley
- 1970 : Une certaine façon d'aimer (I Love My Wife) : Jody Burrows
- 1971 : Travis Logan, D.A. (téléfilm) : Lucille Sand
- 1971 : Summertree : Vanetta
- 1971 : L'Affrontement : Jenny Benson
- 1971 : What's a Nice Girl Like You...? (téléfilm) : Shirley Campbel
- 1972 : Docteur Marcus Welby (Marcus Welby, M.D.), épisode 5, saison 4, House of Mirrors : Marylin Hoffman
- 1973 : The Shape of Things (téléfilm) :
- 1973 : A pleins chargeurs (Honor Thy Father) (téléfilm) : Rosalie Bonnano
- 1973 : Sunshine (téléfilm) : Carol Gillman
- 1973 : Les Rues de San Francisco (série) (épisode "Victimes du devoir") : Officier Sherry Reese
- 1974 : Judgement: The Trial of Julius and Ethel Rosenberg (téléfilm)
- 1974 : Lily (téléfilm) : Lily
- 1975 : The Big Rip-Off (téléfilm) : Brenda Brooks
- 1975 : Une fois ne suffit pas (Once Is Not Enough) : Linda Riggs
- 1976 : Sara (série télévisée) : Sara Yarnell
- 1976 : Week-end sauvage (Death Weekend) : Diane
- 1977 : Les Naufragés du 747 (Airport '77) : Eve Clayton
- 1977 : Nestor, the Long-Eared Christmas Donkey (téléfilm) : Tilly (voix)
- 1978 : Capricorn One : Kay Brubaker
- 1979 : Chère détective (téléfilm) : Sgt. Kate Hudson
- 1979 : Dear Detective (série télévisée) : Det. Sgt. Kate Hudson
- 1979 : Fast Charlie... the Moonbeam Rider : Grace Wolf
- 1980 : Guyana Tragedy: The Story of Jim Jones (téléfilm) : Jane Briggs
- 1980 : De plein fouet (The First Deadly Sin) : Monica Gilbert
- 1981 : The Pride of Jesse Hallam (téléfilm) : Marion Galucci
- 1981 : The Star Maker (téléfilm) : Dolores Baker
- 1981 : La Grande Zorro (Zorro, the Gay Blade) : Florinda
- 1981 : Loin de chez soi (A Long Way Home) (téléfilm) : Lillian Jacobs
- 1983 : Fame (Blood,sweat & circuits S02E17) (série télévisée) : Brenda Vaccaro (as herself)
- 1984 : Supergirl : Bianca
- 1984 : Paper Dolls ("Paper Dolls") (série télévisée) : Julia Blake
- 1985 : Ouragan sur l'eau plate (Water) : Dolores Thwaites
- 1985 : Prête-moi ta vie (Deceptions) (téléfilm) : Helen Adams
- 1986-1989 : Les Schtroumpfs (Smurfs) (série télévisée) : Scruple (voix)
- 1987 : The Jetsons Meet the Flintstones (téléfilm) : Didi
- 1988 : Au cœur de minuit (Heart of Midnight) : Betty Rivers
- 1989 : Ten Little Indians : Marion Marshall
- 1989 : Cookie : Bunny
- 1990 : Masque of the Red Death : Elaina Hart
- 1990 : Lethal Games : Stella Hudson
- 1990 : Ne touche pas à mon mari (Stolen: One Husband) (téléfilm) : Lisa Jarrett
- 1990 : Columbo - Meurtre en deux temps (Columbo: Murder in Malibu) (téléfilm) : Jess McCurdy
- 1990 : Capitaine Planète (Captain Planet and the Planeteers) (série télévisée) : Li's Mom, Marg (voix)
- 1992 : Red Shoe Diaries (téléfilm) : Martha
- 1994 : Rendez-vous avec le destin (Love Affair) : Nora Stillman
- 1994 : Libre comme l'oiseau (Following Her Heart) (téléfilm) : Cecile
- 1995 : Friends (The One with the Boobies) (série télévisée) : Gloria Tribbiani
- 1996 : Siegfried & Roy: Masters of the Impossible (vidéo) : Additional Voices (voix)
- 1996 : Leçons de séduction (The Mirror Has Two Faces) : Doris
- 1997 à la télévision 1997  : Ally Mcbeal : Karen Horowitz
- 1997 : Spawn (série télévisée) : voix additionnelles
- 1998 : When Husbands Cheat (téléfilm) : Sally
- 2002 : Just a Walk in the Park (téléfilm) : Selma Williams
- 2002 : Sonny : Meg
- 2003 : Le Petit Monde de Charlotte 2 (Charlotte's Web 2: Wilbur's Great Adventure) (vidéo) : Mrs. Hirsch (voix)
- 2004 : La Saveur du grand amour (Just Desserts) (téléfilm) : Lina
- 2005 : The Boynton Beach Bereavement Club : Marilyn
- 2010 : La Vérité sur Jack (You Don't Know Jack) (téléfilm) : Margo Janus
- 2019 : Once Upon a Time in Hollywood de Quentin Tarantino : Mary Alice Schwarz
- 2021 : And Just Like That... (série télévisée) : Gloria Marquette
- 2025 : Nonnas de Stephen Chbosky : Antonella

## Voix françaises
- Marion Game dans :
  - Columbo (série télévisée)
  - Leçons de séduction
  - Gypsy (série télévisée)

- Michèle Bardollet dans :
  - Supergirl (2d doublage)
  - La Saveur du grand amour (téléfilm)
  - And Just Like That... (série télévisée)

Et aussi
- Régine Blaess dans Macadam Cowboy
- Martine Irzenski dans Les Rues de San Francisco (série télévisée)
- Nanette Corey dans Les Naufragés du 747
- Béatrice Delfe dans De plein fouet
- Micheline Dax (*1924 - 2014) dans Supergirl (1er doublage)
- Thamila Mesbah dans Ouragan sur l'eau plate
- Jacqueline Cohen dans Prête-moi ta vie (téléfilm)
- Annie Le Youdec dans La Vérité sur Jack (téléfilm)
- Frédérique Cantrel dans Kubo et l'Armure magique